# Kenneth Iverson
Kenneth Iverson, (Alberta, 17 de diciembre de 1920-Toronto, 19 de octubre de 2004) fue un informático teórico y matemático canadiense.

## Biografía
Creció en una granja de Alberta y como muchos niños de granja tuvo que dejar los estudios para trabajar. Participó en las Fuerzas Aéreas Reales canadienses durante la Segunda Guerra Mundial, luego de ello ingresó a la Universidad. En la Universidad de Harvard fue profesor adjunto de matemáticas aplicadas durante el período 1955-1960.

## Su Obra
Como matemático desarrolló una nueva notación para operaciones sobre series numéricas y la IBM creó a un intérprete para ejecutar expresiones en la notación de Iverson. Esta empresa lo contrató y en 1962 publicó una descripción de su notación en un Lenguaje de programación (APL). Esta lengua desafía la sintaxis convencional algebraica; pero es compacta, simple y fácil para aprender. En 1970 escribió libros sobre lenguajes de programación y matemáticas. Se jubiló en IBM con todos los honores y se retiró a Toronto.